# Chiquitita
A Chiqitita a svéd ABBA együttes 1979 januárjában megjelent első kimásolt kislemeze a Voulez-Vous című stúdióalbumról. Eredetileg az If It Wasn’t For The Nights című dal jelent volna meg elsőként kislemezen, mely végül nem jelent meg, azonban a Chiquitita munkálatainak befejezése után úgy döntöttek, hogy elhagyják az eredeti terveket, és ezt jelentetik meg elsőként.

## Története
A Chiquitita című dalnak számos előzetes változata létezik, úgy mint „Kålsupare”, a „3 Wise Guys”, a „Chiquitita Angelina”, „In the Arms of Rosalita”. A dal hangulatát és hangzását a perui El Condor Pasa (If I Could) című dal inspirálta, melyet 1978 decemberében Simon and Garfunkel rögzített, és jelentetett meg kislemezen 1979 januárjában.
Az angol nyelvű változat sikere nyomán megjelentették a spanyol változatot is, mely a Gracias Por La Música albumon is megjelent, és az ABBA egyik legsikeresebb spanyol nyelvű dala volt.

## Videóklip

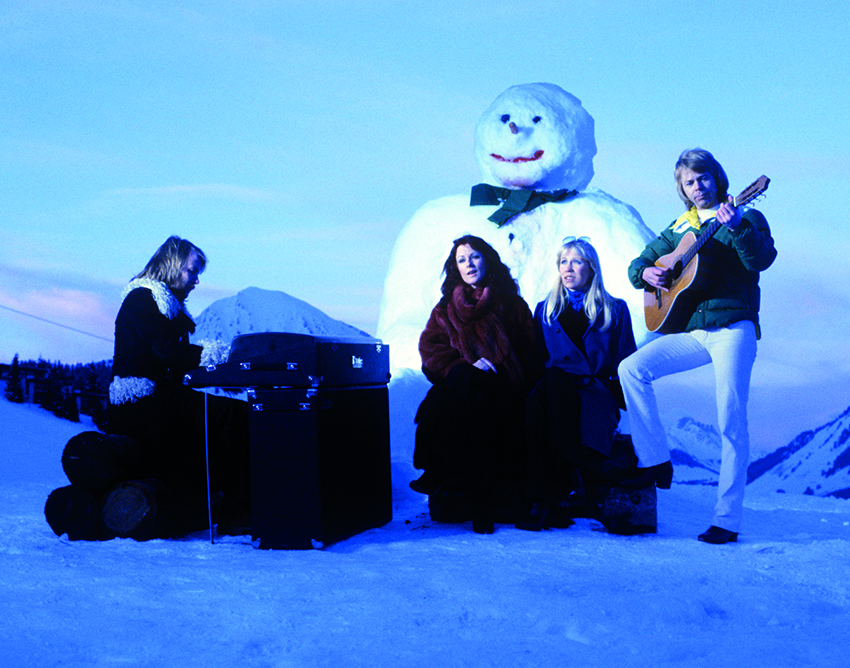
Részlet a videóklipből

A videóklipet a Svájci Alpokban forgatta a BBC a svájci ABBA show műsorhoz, a felvételt 1979-ben húsvétkor mutatták be egész Európában. A klipben egy hóember előtt énekelnek egy hegyoldalon.

## Sikerek
A dal az ABBA egyik legnagyobb slágere volt, és az 1979-es UNICEF gálán is elhangzott, valamint a Music for UNICEF Concert című filmben is szerepelt.  Az ABBA a dal jogdíjbevételeinek felét az UNICEF-nek ajánlotta fel. A dal slágerlistás első helyezés volt Belgiumban, Finnországban, Írországban, Hollandiában, Új-Zélandon, Spanyolországban, Svájcban, Mexikóban, Dél-Afrikában, valamint top 5-ös helyezés volt Svédországban és az Egyesült Királyságban. A dal így a Voulez-Vous album legkiemelkedőbb sikere, valamint a jótékonysági dalok közül is az egyik legismertebb. A mai napig a dalból származó bevételek 50%-a az UNICEF-et illeti meg.
A dal az Egyesült Királyság kislemezlistáján a 8. helyen debütált.
Argentínában 1979. július végéig a spanyol kiadásból 500 000 darabot adtak el, míg az eredeti angol nyelvű változatból 25 000 darabot értékesítettek.

## Megjelenések
7"  Magyarország Pepita – SPSK 70375
- A Chiquitita 5:26
- B Lovelight 3:46

12"  Németország Polydor – 2141 065
- A Chiquitita 5:26
- B Lovelight 3:46

## Slágerlista
| Slágerlista (1979–80)                                  | Helyezések |
| ------------------------------------------------------ | ---------- |
| Argentína Argentinian Singles Chart                    | 7          |
| Ausztrália Kent Music Report                           | 4          |
| Ausztria Austrian Singles Chart                        | 6          |
| Belgium Belgian Singles Chart                          | 1          |
| Kanada Canadian Singles Chart                          | 17         |
| Chile Chilean Singles Chart                            | 5          |
| Costa Rica Costa Rica Singles Chart                    | 1          |
| Hollandia Dutch Top 40                                 | 1          |
| Hollandia Single Top 100                               | 1          |
| Finnország Finnish Singles Chart                       | 1          |
| Franciaország French Singles Chart                     | 13         |
| Németország German Singles Chart                       | 3          |
| Írország Ír slágerlista                                | 1          |
| Olaszország Italian Singles Chart                      | 48         |
| Japán Japanese Singles Chart                           | 19         |
| Mexikó Mexican Singles Chart                           | 1          |
| Új-Zéland New Zealand Singles Chart                    | 1          |
| Norvégia Norwegian Singles Chart                       | 4          |
| Spanyolország Spanish Singles Chart                    | 1          |
| Svédország Swedish Singles Chart                       | 2          |
| Svájc Swiss Singles Chart                              | 1          |
| Egyesült Királyság UK Singles Chart                    | 2          |
| Amerikai Egyesült Államok Billboard Hot 100            | 29         |
| Amerikai Egyesült Államok Billboard Adult Contemporary | 15         |
| Amerikai Egyesült Államok Cashbox Top 100 Singles      | 36         |

| Slágerlista (1979)                                     | Helyezés |
| ------------------------------------------------------ | -------- |
| Ausztrália ARIA                                        | 40       |
| Új-Zéland Recorded Music NZ                            | 9        |
| Svájc                                                  | 9        |
| Egyesült Királyság                                     | 16       |
| Amerikai Egyesült Államok (Joel Whitburn's Pop Annual) | 167      |

## Feldolgozások, egyéb megjelenések
- A Menudo nevű Puerto Ricó-i együttes Chiquitita címen jelentetett meg albumot, melyen szerepelt saját feldolgozásuk is.
- A dal szerepel a Mamma Mia! című filmben is, ahol Tanya és Rosie éneklik. Ekkor érkezik meg lánya három lehetséges apja, és a dalt barátai is éneklik, miközben vigasztalják. A dal nem jelent meg a hivatalos filmzene albumon.
- Leona Lewis előadta a dalt a brit X Factor adásában.
- A Chiquitita a Strawberry on the Shortcake című japán drámasorozat nyitódala volt.
- A dal hallható volt a Queer as Folk című film egyik epizódjának utolsó 2.04 percében.
- Charo előadta a dalt Renoban 1988-ban a Ballyban megrendezett koncertjén.
- 1991-ben Raúl di Blasio zongorista felvette saját változatát, mely Alrededor Del Mundo című albumán hallható.
- Stephen Gately felvette saját változatát az Abbamania: Tribute to Abba című albumra 1999-ben, amely 2004-ben is szerepelt az ABBA – Forever című albumon.
- 1980-ban Harangozó Teri is felvette saját változatát a Magyar Rádióban.[17]
- Zdenka Vučković saját változata hallható Zdenka című albumán.
- 2014. november 20-án Laleh Pourkarin is előadta a dalt az UNICEF rendezvényen New Yorkban.[18]
- Sinéad O’Connor saját feldolgozása 1999-es Across the Bridge of Hope című albumán szerepel. A dalhoz klipet is forgatott.[19]
- A spanyol Amaia Montero saját változatát adta elő 2010-ben, mely a spanyol slágerlistára is felkerült.[20]
- A dal elhangzik a Három óriásplakát Ebbing határában című 2017-ben bemutatott filmben is.
- Cher felvette saját változatát, mely Dancing Queen című albumán hallható.

## Fordítás
Ez a szócikk részben vagy egészben  a   Chiquitita című angol Wikipédia-szócikk fordításán alapul.  Az eredeti cikk szerkesztőit annak laptörténete sorolja fel. Ez a jelzés csupán a megfogalmazás eredetét és a szerzői jogokat jelzi, nem szolgál a cikkben szereplő információk forrásmegjelöléseként.